# Convarietät
In der Botanik ist Convarietät (auch Konvarietät) eine Rangstufe oder ein Taxon in dieser Rangstufe. Sie ist eine Untereinheit der Art und steht zwischen Unterart und Varietät. Die Abkürzung ist convar.
Dieses Taxon wird ausschließlich zur Beschreibung von Kulturpflanzen gebraucht.
Das Taxon wurde 1952 vom Internationalen Code der Botanischen Nomenklatur (ICBN) eingeführt, in spätere Auflagen des Codes aber nicht mehr übernommen. Der Internationale Code der Nomenklatur der Kulturpflanzen (ICNCP) übernahm das Taxon 1953 aus dem ICBN, hat es aber 1995 gemeinsam mit anderen Taxa wie „Sorte“ oder „Typ“ abgeschafft und durch die Gruppe ersetzt. Dessen ungeachtet ist der Begriff noch weiterhin in Gebrauch und seine Wiedereinführung wird diskutiert.